# إسرائيل في الألعاب الأولمبية
إسرائيل في الألعاب الأولمبية تقوم اللجنة الأولمبية الإسرائيلية بالإشراف في شؤون مشاركة إسرائيل في الألعاب الأولمبية، أول مشاركة لإسرائيل في الألعاب الأولمبية كانت في الألعاب الأولمبية الصيفية 1952 في هلسنكي في فنلندا، فازت إسرائيل حتى الآن في مشوارها في الألعاب الأولمبية الصيفية بمجموع 7 ميداليات في الألعاب الأولمبية الصيفية وهي ذهبية واحدة وفضية واحدة و7 ميداليات برونزية، وأكثر الرياضات التي تنافس فيها إسرائيل هي الإبحار والجودو والتجديف وألعاب القوى.
منذ دورة 1972 في ميونخ قُتل 11 رياضي إسرائيلي وكانت منظمة أيلول الأسود المسؤولة عن ذلك لم تشارك إسرائيل في دورات الألعاب الأولمبية قبل إستئناف مشاركاتها في أولمبياد سيدني 2000م .